# Балканский (муниципальный округ)
Балка́нский — муниципальный округ (№ 76), муниципальное образование в составе Фрунзенского района Санкт-Петербурга.
Расположен в юго-западной части района. Граничит:
- на севере по Дунайскому проспекту с округом Георгиевский
- на востоке по Бухарестской улице с муниципальным округом Александровским
- на юге по Окружной линии железной дороги с Пушкинским районом
- на западе по Витебской линии железной дороги с Московским районом

Помимо перечисленных, по территории округа проходят улицы Ярослава Гашека, Олеко Дундича, Малая Балканская, Будапештская, Купчинская и Загребский бульвар.
В округе преобладает многоэтажная жилая застройка.

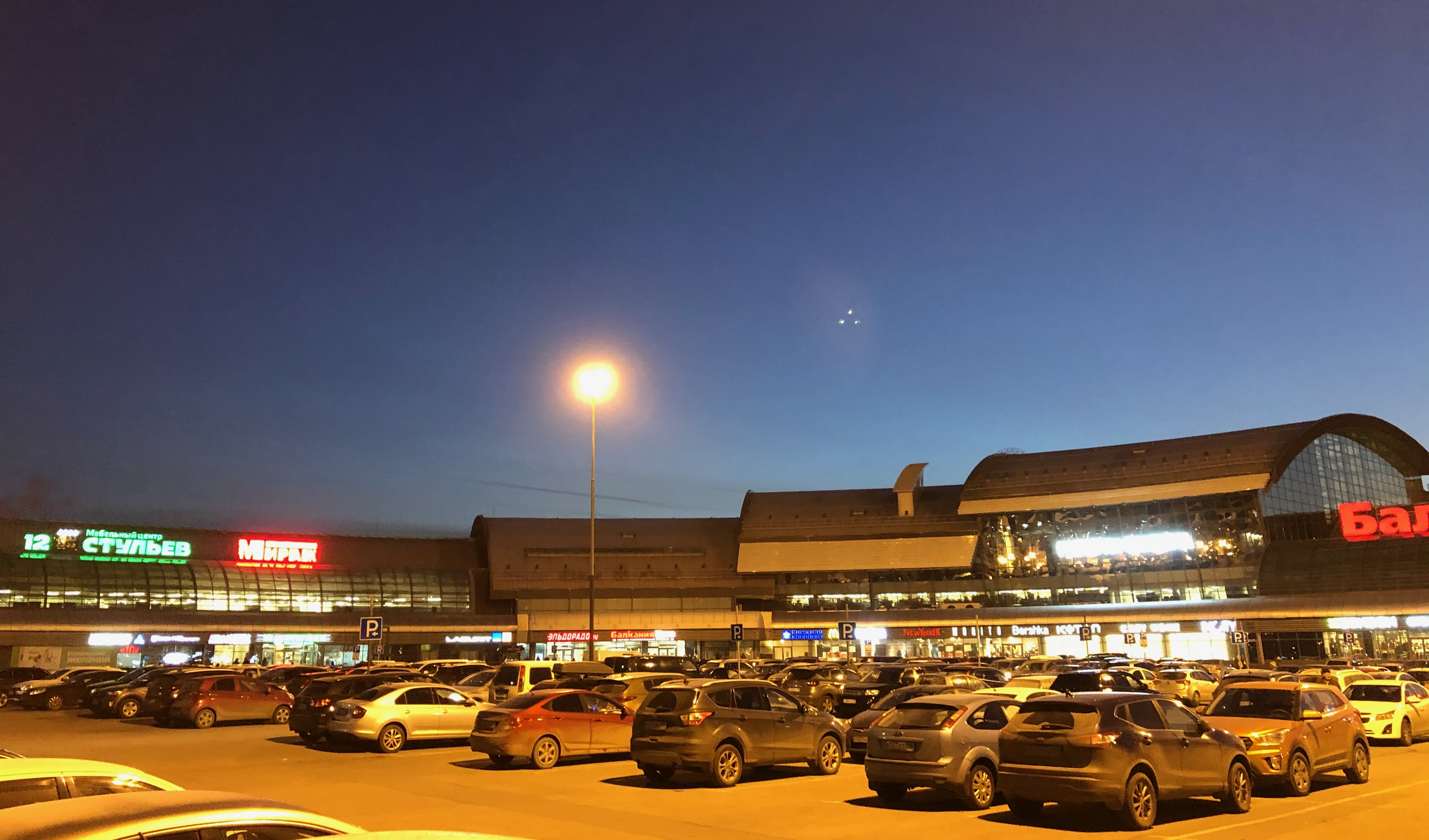
Балканская площадь

На западной границе округа находится станция метро «Купчино» (территориально расположенная в Московском районе и имеющая выход во Фрунзенский район). Также на территории округа находится станция метро "Дунайская". По улицам округа проходит большое количество трамвайных, троллейбусных и автобусных маршрутов. На железнодорожной станции Купчино останавливаются пригородные электропоезда Витебского направления.

## Население
| 2002    | 2010    | 2012    | 2013    | 2014    | 2015    | 2016    |
| ------- | ------- | ------- | ------- | ------- | ------- | ------- |
| 75 456  | ↗78 514 | ↗79 115 | ↘79 113 | ↗79 261 | ↗79 645 | ↘79 032 |
| 2017    | 2018    | 2019    | 2020    | 2021    | 2023    |         |
| ↗79 158 | ↘78 185 | ↘76 824 | ↘75 139 | ↘74 627 | ↘74 005 |         |